# أول اينار مارتينسن
أول اينار مارتينسن (بالنرويجية البوكمول: Ole Einar Martinsen)‏ هو لاعب كرة قدم نرويجي في مركز الدفاع، ولد في 11 مارس 1967. شارك مع منتخب النرويج لكرة القدم. أما مع النوادي، فقد لعب مع نادي روسنبورغ ونادي ليلستروم.

## وصلات خارجية
- أول اينار مارتينسن على موقع اتحاد النرويج (النرويجية)
- أول اينار مارتينسن على موقع قاعدة بيانات كرة القدم.إي يو (الإنجليزية)